# Pěnčín (ort i Tjeckien, lat 50,69, long 15,24)
Pěnčín är en ort i Tjeckien. Den ligger i den norra delen av landet, 90 km nordost om huvudstaden Prag. Pěnčín ligger 560 meter över havet och antalet invånare är 1 769.
Terrängen runt Pěnčín är lite kuperad, och sluttar söderut.Runt Pěnčín är det tätbefolkat, med 257 invånare per kvadratkilometer. Närmaste större samhälle är Liberec, 15,4 km nordväst om Pěnčín. Omgivningarna runt Pěnčín är en mosaik av jordbruksmark och naturlig växtlighet.